# 切爾尼亞希夫 (卡哈爾雷克區)
50°0′26″N 30°47′2″E / 50.00722°N 30.78389°E
切爾尼亞希夫（烏克蘭語：Черняхів）是位於烏克蘭北部的村莊，由基辅州奧布希夫區的卡哈爾利克市鎮負責管轄。該村面積8.5平方公里，海拔高度174米，2001年人口1,319，人口密度每平方公里155.25人。